# Грузинська Бетанія

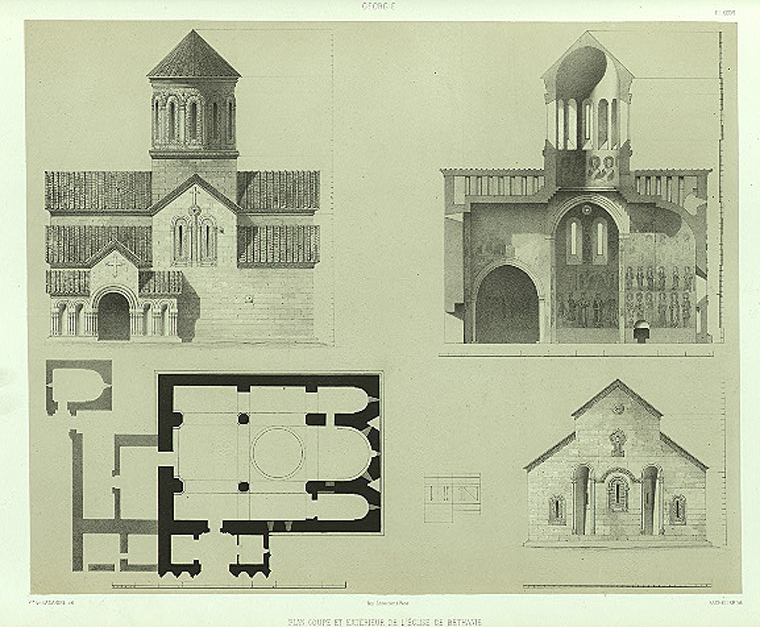
План Бетанського монастиря, складений Григорієм Гагаріним, 1847.

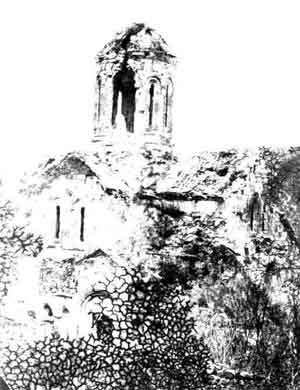

Грузинська Бетанія (груз. ბეთანია / bɛt ʰ anɪa /, від івр. בית עניה, трансліт. Бейт-Хані, «Віфанія», досл. «Будинок смокв») на честь Різдва Пресвятої Богородиці чоловічий монастир Мцхета-Тбіліської єпархії Грузинської православної церкви. Розташований в Грузії, за 16 км від Тбілісі, в ущелині річки Вере поблизу села Самадло.

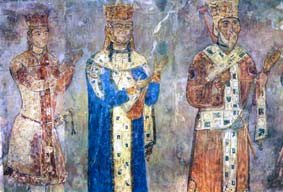
Царі на фресках Бетанії: Георгій IV Лаша, цариця Тамара та Георгій III (зліва праворуч)

## Ресурси Інтернета
Вікісховище має мультимедійні дані за темою: Грузинська Бетанія
- Бетанія - будинок бідності[недоступне посилання з квітня 2019]
- Грузинська Віфанія
- Грузинська Бетанія на Wikiloc.com